# 岬下部せすな
岬下部 せすな（みかべ せすな）は、日本の漫画家。熊本県出身。乙女座のA型。武道を嗜んでいて、柔道初段。
エニックス（現スクウェア・エニックス）スーパーコミック劇場『女神異聞録ペルソナ』でデビュー。
その後は同社の4コママンガ劇場等の、主に4コマ漫画形式のゲームアンソロジーコミック執筆を経て、オリジナル作品も描くようになる。
2008年8月から11月までKONAMI STATIONで配信されていたインターネットラジオ番組「ときメモ!ラジオ ゆめぎの高校放送室」キャラクターデザインを担当。

## 作品一覧
2021年12月時点

### 連載中の作品
- 転生幼女はあきらめない（『MAGCOMI』2020年5月[3] - 、マッグガーデン、原作：カヤ、キャラクター原案：藻、既刊10巻）

### 連載が終了した作品
- 逆転イッポン!（『月刊少年Gag oh!』1999年3月号 - 4月号（休刊号）、エニックス（現：スクウェア・エニックス）） - 単行本未刊行
- 悪魔様へるぷ☆（『まんがタイムきらら』、『まんがタイムきららキャラット』、芳文社、全3巻）
- ことゆいジャグリング（『まんがタイムきららキャラット』、芳文社、全1巻）
- ふーすてっぷ（『まんがタイムきらら』、芳文社、全1巻）
- レベル4（『Comic SYLPH』、メディアワークス（現：KADOKAWA、ブランドカンパニー名「アスキー・メディアワークス」）、全2巻）
- S線上のテナ（『まんがタイムきららフォワード』、芳文社、全9巻）
- えすぴー都 見参!（『まんがタイムスペシャル』、芳文社、全5巻）
- 青春フォーゲット!（『WEBコミックハイ!』、双葉社、全4巻）
- しー・おー・ちゅー（『月刊少年ライバル』、講談社、全2巻）
- カリュクス（『月刊アクション』、双葉社、全4巻）
- かさねインテグラる（『まんが4コマぱれっと』、一迅社、全2巻）
- サクラコ博士のメモリアツリー（『月刊アクション』、双葉社、全3巻）

### 読み切り・ゲスト
- ひよのにぃ（『まんが4コマKINGSぱれっと』、一迅社）
- まくらのソーバ（『まんが4コマぱれっと』、一迅社）
- 政れぼりゅーしょん（『チャンピオンRED いちご』、秋田書店）
- めでぃかる・すいーつ（『チャンピオンRED いちご』、秋田書店）※2話掲載
- 海へ行こうよっ！（『月刊少年チャンピオン』、秋田書店）
- ドライビングMarch（『まんがタイムきららキャラット』vol.2、芳文社）